# Maximilian-rend

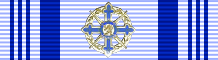
Rendszalag (1980 óta)

A Bajor Mximilian Tudományos és Művészeti Rend, az 1842-ben alapított porosz Pour le Mérite Rend megfelelője, ma a Bajor Szabadállam legmagasabb kitüntetése, megelőzve a Bajor Érdemrendet. Preambulum: 

„A régi bajor hagyomány folytatásaként megalakul a Bajor Maximilian Tudományos és Művészeti Rend. Célja a tudomány és a művészet területén elért kiemelkedő teljesítmények elismerése.”

## Története
1853. november 28-án a Maximilian Tudományos és Művészeti Rendet II. Miksa bajor király alapította Wilhelm von Dönniges és Leopold von Ranke javaslatára. Az 1918-as forradalom után a Bajor Szabadállam is odaítélte, 1932-ig összesen 351 alkalommal. 1932 és 1979 között nem éltek a kitüntetéssel. 1980-ban a magas kitüntetést az akkori bajor miniszterelnök, Franz Josef Strauss, Hans Maier akkori oktatási miniszter biztatására újra bevezette, majd 1981-ben ítélték oda ismét.
A 2018-as kitüntetés után az élő éremviselők száma 95 személy volt, addig összesen 573 díjat osztottak ki. 2021. november 10-én újabb tíz személyiség részesült a Rendben.
A Bajor Maximilian Rendet megalapítása óta nemcsak egyéni díjnak tekintik, hanem rendbirtokosi közösségnek is, amelyben a tudományos és művészeti tagok előadásokkal és beszélgetésekkel egybekötött eszmecserére évente találkoznak.

## Jogi definíciók
A Bajor Maximilian Tudományos és Művészeti Rendről szóló törvény értelmében a meghatározások a következők:
- Rendbirtokosok közössége: a rend viselőinek összessége, akik a miniszterelnök meghívására ünnepi ülésre gyűlnek össze.
- Rendi Tanácsadó Testület: Azon személyek csoportja, akik tanácsot adnak a lovagrend odaítélésével kapcsolatban, és határozatukat továbbítják a miniszterelnöknek a végső döntés meghozatala érdekében.
- A rendnek egyidejűleg legfeljebb 100 élő tagja lehet.[3]

## Odaítélése kritériumai
A Maximilian-rendet lehetőleg német tudósoknak és művészeknek kell odaítélni, így nem korlátozódik Bajorország polgáraira. Alapítása két művészeti és tudományos osztályon zajlott, amelyek között van egy férfi és egy női változat. A rendelésbirtokosok száma 100-ra korlátozódik, így a szám csökken haláleset vagy egyéb ok miatt (pl. B. Tagadás) ennek megfelelően kiegészíthető.

## Megjelenés, textúra és viselési mód
Wilhelm von Kaulbach tervezte a rend eredeti keresztjét. 1853-ban a királynak és az alapítványi bizottságnak Leo von Klenze és Kaulbach két tervezetét nyújtották be a Maximilianus-rend tervére. Bár a Justus von Liebig vezette bizottság egyhangúlag Klenze javaslata mellett szavazott, a király engedélyezte Kaulbach tervének elfogadását. Sötétkék zománcozott gótikus kereszt volt, fehér szegéllyel és négy arany sugárral a sarkokban. A keresztet babér- és tölgyfalevél aranykoszorú vette körül. Középen koronás pajzs volt, elöl az adományozó arcképével. A feliraton ez állt: „Adományozta Max II King of Bajorország". A hátoldalon vagy egy bagoly (tudósoknak) vagy Pegasus (művészeknek) volt látható, mindkettő „A tudományért és a művészetért” felirattal. A rendelést a nyakban viselték egy sötétkék szalagon, fehér szegéllyel.
Az eredeti terv alapján a mai vallási jel is egy kék zománcozott gótikus keresztből áll, fehér szegéllyel és a sarkokban négy sugárral, amelyet fehérarany szegélyű gyűrű veszi körül. A kereszt középpontja egy kerek, arany szegélyű medalion, amelyen fehér alapon a függőleges bajor oroszlán látható, körülötte a szintén arany felirat: Tudományért és művészetért . Hátoldalán a bajor gyémántcímer látható. Egy keresztkaron szintén - a korábbi példányokon - az alapítás dátuma: 1853 november 28. A rendet gallérrendként hordják fehér színű, kék szegélyű szalagon, de helyette négyszögletes miniatűr, kék-fehér rozetta vagy a zakó bal hajtókáján lévő frakett is viselhető.

## Díjazás és jelölés felhatalmazása
A Maximilian-rendet általában a miniszterelnök ítéli oda a megfelelő kitüntetési oklevéllel, és a kitüntetést a Bajor Állami Közlönyben hirdetik ki. Az érmet azonban a miniszterelnök nevében más is átadhatja. A tanúsítványt nagyméretű állami pecséttel kell ellátni. Jelölésre a miniszterelnök, az illetékes államminiszterek és a rend két osztálya jogosult. Ezeket a javaslatokat a Rend mindkét osztálya titkos voksolással szavazza meg a Rend ülésén, majd a Rend Tanácsadó Testülete megvizsgálja, és döntési javaslattal megküldi a miniszterelnöknek.

### A rend tanácsadó testületének összetétele
A Rend Tanácsadó Testülete a következőkből áll:
- a Landtag elnöke
- az állam kormányának a miniszterelnököt képviselő tagja
- a tudományért, kutatásért és művészetért felelős államminiszter
- a Tudományos Akadémia elnöke
- a Képzőművészeti Akadémia elnöke, valamint
- egy bajor művészeti iskola elnöke
- bajor tudományos egyetem elnöke és
- az alkalmazott kutatás képviselője, akit a miniszterelnök nevez ki.

A Tanácsadó Testületbe minden tagot a Miniszterelnökséget vezető miniszter delegál öt évre, döntéseit a Tanács törvényes számú szavazatának többségével hozza meg.

## A végzés alapszabálya (végrehajtási szabályzat)
A Bajor Maximilian Tudományos és Művészeti Rend rendi statútuma meghatározza az odaítélés módját és a rend tanácsadó testületének tevékenységét is. Így van szabályozva:

### Javaslatrendszer
A kitüntetés odaítéléséhez vezető javaslatokat az Állami Kancelláriához kell eljuttatni. A pályázatoknak a következő információkat kell tartalmazniuk:
1. Személy- és családnév, születési idő, születési hely, állampolgárság, foglalkozás, az ajánlattétel időpontjában, valamint lakcímük és rövid önéletrajz.
2. Tájékoztatás a jelölt hazai és külföldi kitüntetéseiről, címeiről, kitüntető tisztségeiről és
3. a javaslat részletes indoklása.

A két tanszék (azaz művészeti és tudományos) javaslataihoz az adott tanszék jelenlévő érembirtokosai többségének jóváhagyása szükséges. A szavazást követően az Állami Kancellária az eredményt nyilatkozattal terjeszti a rendi tanácsadó testület elé.

### A Rendtől való megfosztás
A Maximilian végzést a Rendelési Tanácsadó Testület javaslatára visszavonják, ha annak birtokosa:
- becsületsértő magatartáson alapuló cselekmény miatt jogerősen elítélték.

Visszavonható, ha a jogosult:
- feddhetetlenségét más jogerős ítélet miatt veszítette el, ill
- ha ilyen okok már a kitüntetés idején is fennálltak és csak utólag váltak ismertté.

Ilyen esetekben a megfosztást a miniszterelnök mondja ki. A Érdemkeresztet ezután a kitüntetési oklevéllel együtt vissza kell szolgáltatni az Állami Kancelláriának.

### A díjak adatainak archiválása
A Maximilian-rend odaítélésére vonatkozó adatok megőrzése a Bajor Állami Kancellária feladata. A Rend nyilvántartását vezeti, amely tartalmazza a Renddel kitüntetett összes személyt. Ebben archiválnak minden adatot, amely a kölcsönvevő nevére, címére és odaítélési dátumára vonatkozik, valamint a kölcsönzött dokumentumaival. Végül a vallási közösség létszáma (a hordozók száma) kerül meghatározásra. Így járnak azok, akik betöltötték a 85. életévüke, már nem szerepelnek a „kedvezményezetti” körben, bár státuszukról, ill. Jogok megőrzése a vallási közösségben (tagok száma).

## A Maximilian-rend birtokosa
- lásd a fő cikket: Maximilianus rend kitüntetetteinek névsora
- lásd még : Kategória:A Bajor Maximilian Tudományos és Művészeti Rend hordozói